# Pyrginae
Sous-famille
Les Pyrginae sont une sous-famille de lépidoptères (papillons) de la famille des Hesperiidae. En français, ses représentants sont appelés entre autres des hespéries.
Dans les classifications récentes, la sous-familles des Pyrginae est composée de sept tribus, :
- Pyrrhopygini Mabille, 1877
- Tagiadini Mabille, 1878
- Celaenorrhini Swinhoe, 1912
- Carcharodini Verity, 1940
- Erynnini Brues & Melander, 1932
- Achlyodidini Burmeister, 1878
- Pyrgini Burmeister, 1878

## Liste des genres
- Abantis Hopffer, 1855.
- Ablepsis Watson, 1893.
- Abraximorpha Elwes et Edwards, 1897.
- Achalarus Scudder, 1872.
- Achlyodes Hübner, 1819.
- Aethilla Hewitson, 1868.
- Aguna Williams, 1927.
- Alenia Evans, 1935.
- Anastrus Hübner, 1824.
- Anisochoria Mabille, 1877.
- Antigonus Hübner, 1819.
- Arteurotia Butler et Druce, 1872.
- Astraptes Hübner, 1819.
- Atarnes Godman et Salvin, 1897.
- Augiades Hübner, 1819.
- Aurina Evans, 1937.
- Autochton Hübner, 1823.
- Bolla Mabille, 1903.
- Bungalotis Watson, 1893.
- Burca Bell et Comstock, 1948.
- Cabares Godman et Salvin, 1894.
- Cabirus Hübner, 1819.
- Calleagris Aurivillius, 1925.
- Calliades Mabille et Boullet, 1912.
- Camptopleura Mabille, 1877.
- Capila Moore, 1866.
- Caprona Wallengren, 1857.
- Carcharodus Hübner, 1819.
- Carrhenes Godman et Salvin, 1895.
- Celaenorrhinus Hübner, 1819 English: Flats.
- Celotes Godman et Salvin, 1899.
- Cephise Evans, 1952.
- Chaetocneme Felder, 1860.
- Chamunda Evans, 1949.
- Charidia Mabille, 1903.
- Chioides Lindsey, 1921.
- Chiomara Godman et Salvin, 1899.
- Chrysoplectrum Watson, 1893.
- Clito Evans, 1953.
- Codatractus Lindsey, 1921.
- Cogia Butler, 1870.
- Coladenia Moore, 1881.
- Conognathus C. et R. Felder, 1862.
- Cornuphallus Austin, 1997.
- Ctenoptilum de Nicéville, 1890.
- Cycloglypha Mabille, 1903.
- Cyclosemia Mabille, 1878.
- Daimio Murray, 1875.
- Darpa Moore, 1866.
- Diaeus Godman et Salvin, 1895.
- Doberes Godman et Salvin, 1895.
- Drephalys Watson, 1893.
- Dyscophellus Godman et Salvin, 1893.
- Eagris Guénée, 1862.
- Ebrietas Godman et Salvin, 1896.
- Ectomis Mabille, 1878.
- Entheus Hübner, 1819.
- Epargyreus Hübner, 1819.
- Ephyriades Hübner, 1819.
- Eracon Godman et Salvin, 1894.
- Eretis Mabille, 1891.
- Erynnis Schrank, 1801.
- Euschemon Doubleday, 1846.
- Exometoeca Meyrick, 1888.
- Gerosis Mabille, 1903.
- Gesta Evans, 1953.
- Gindanes Godman et Salvin, 1895.
- Gomalia Moore, 1879.
- Gorgopas Godman et Salvin, 1894.
- Gorgythion Godman et Salvin, 1896.
- Grais Godman et Salvin, 1894.
- Haemactis Mabille, 1903.
- Helias Fabricius, 1807.
- Heliopetes Billberg, 1820.
- Heliopyrgus Herrera, 1957.
- Heronia Mabille et Boullet, 1912.
- Hyalothyrus Mabille, 1878.
- Hypocryptothrix Watson, 1893.
- Iliana Bell, 1937.
- Jera Lindsey, 1925.
- Katreus Watson, 1893.
- Leucochitonea Wallengren, 1857.
- Lobocla Moore, 1884.
- Marela Mabille, 1903.
- Mictris Evans, 1955.
- Milanion Godman et Salvin, 1895.
- Mimia Evans, 1953.
- Mooreana Evans, 1926.
- Morvina Evans, 1953.
- Muschampia Tutt, 1906.
- Mylon Godman et Salvin, 1894.
- Myrinia Evans, 1953.
- Narcosius Steinhauser, 1986.
- Nascus Watson, 1893.
- Nerula Mabille, 1888.
- Netrobalane Mabille, 1903.
- Netrocoryne C. et R. Felder, 1867.
- Nisoniades Hübner, 1819.
- Noctuana Bell, 1937.
- Ocella Evans, 1953.
- Ocyba Lindsey, 1925.
- Odina Mabille, 1891.
- Odontoptilum de Nicéville, 1890.
- Oechydrus Watson, 1893.
- Onenses Godman et Salvin, 1895.
- Ouleus Lindsey, 1925.
- Paches Godman et Salvin, 1895.
- Pachyneuria Mabille, 1888.
- Paracogia Mielke, 1977.
- Paramimus Hübner, 1819.
- Pellicia Herrich-Schäffer, 1870.
- Phanus Hübner, 1819.
- Phareas Westwood, 1852.
- Phocides Hübner, 1819.
- Pholisora Scudder, 1872.
- Pintara Evans, 1932.
- Polyctor Evans, 1953.
- Polygonus (en) Hübner, 1825.
- Polythrix Watson, 1893.
- Porphyrogenes Watson, 1893.
- Potamanaxas Lindsey, 1925.
- Procampta Holland, 1892.
- Proteides Hübner, 1819.
- Pseudocoladenia Shirôzu et Saigusa, 1962.
- Pseudodrephalys Burns, 1998.
- Pyrdalus Mabille, 1903.
- Pyrgus Hübner, 1819.
- Pythonides Hübner, 1819.
- Quadrus Lindsey, 1925.
- Ridens Evans, 1952.
- Salatis Evans, 1952.
- Sarangesa Moore, 1881.
- Sarmientola Berg, 1897.
- Satarupa Moore, 1866.
- Seseria Matsumura, 1919.
- Sophista Plötz, 1879.
- Sostrata Godman et Salvin, 1895.
- Spathilepia Butler, 1870.
- Spialia Swinhoe, 1912.
- Spioniades HÜbner, 1819.
- Staphylus Godman et Salvin, 1896.
- Systasea Edwards, 1877.
- Tagiades Hübner, 1819.
- Tapena Moore, 1881.
- Tarsoctenus Watson, 1893.
- Telemiades Hübner, 1819.
- Theagenes Godman et Salvin, 1896.
- Thessia Steinhauser, 1989.
- Thorybes Scudder, 1872.
- Timochares Godman et Salvin, 1896.
- Timochreon Godman et Salvin, 1896.
- Tosta Evans, 1953.
- Trina Evans, 1953.
- Typhedanus Butler, 1870.
- Udranomia Butler, 1870.
- Urbanus Hübner, 1807.
- Venada Evans, 1952.
- Viola Evans, 1953.
- Windia Freeman, 1969.
- Xenophanes Godman et Salvin, 1895.
- Xispia Lindsey, 1925.
- Zera Evans, 1953.
- Zestusa Lindsey, 1925.
- Zobera Freeman, 1970.
- Zopyrion Godman et Salvin, 1896.